# Хорватське домобранство
Хорватське домобранство (хорв. Hrvatsko domobranstvo «Хорватські сили самооборони»), або скорочено Домобрани (хорв. Domobrani) — офіційна назва регулярних збройних сил Незалежної Держави Хорватія часів Другої світової війни.

## Утворення
Хорватські сили самооборони було засновано в квітні 1941 року, через кілька днів після утворення самої Незалежної Держави Хорватія (НДХ) внаслідок розвалу Королівства Югославія. Це було зроблено з дозволу німецької окупаційної влади. Завдання нових хорватських збройних сил полягало в захисті новоствореної держави як від зовнішніх, так і від внутрішніх ворогів .
Назву було взято з давнього Королівського хорватсько-угорського ополчення — хорватського різновиду угорського військового формування другої черги, відомого як гонвед, у складі колишньої австро-угорської армії.

## Устрій та перший бойовий досвід

Територіальна структура Хорватського домобранства

Хорватське домобранство спочатку обмежувалося 16-ма піхотними батальйонами і 2 кавалерійськими ескадронами — всього 16 000 осіб. Початкові 16 батальйонів були незабаром, протягом травня — червня 1941 року, збільшені до 15 піхотних полків з двома батальйонами в кожному, з яких було складено п'ять дивізій загальною чисельністю приблизно 55 тисяч осіб. Підрозділи підтримки включали 35 легких танків, поставлених Італією, чотири інженерні батальйони, 10 артилерійських батальйонів (оснащених захопленою у Королівської югославської армії зброєю 105-міліметрового калібру чеського походження), кавалерійський полк у Загребі і окремий батальйон кавалерії в Сараєві. Два окремі мотопіхотні батальйони базувалися в Загребі і Сараєві відповідно .
Новоутворене військове формування розгромило заколот сербів у Східній Герцеговині в червні, і воювало в липні у Східній та Західній Боснії. Ще раз вона вела бої в Східній Герцеговині, коли хорватсько-далматинські та славонські батальйони підсилювали місцеві підрозділи. Під кінець 1941 року військові сили НДХ складалися з 85 000 ополченців та сил національної поліції чисельністю близько 6000 осіб.
У січні 1942 року молода хорватська армія витіснила партизанів зі Східної Боснії назад в Чорногорію, але не змогла перешкодити їхньому подальшому просуванню в Західну Боснію. Цілком звичайні піхотні дивізії були надто громіздкі, і тому у вересні 1942 року було сформовано чотири (від 1-ї до 4-ї) гірські бригади спеціального призначення; кожна мала по два полки, що включали чотири батальйони чисельністю 1000 осіб кожен, кінна і кулеметна роти, артилерійський взвод з двома гарматами, 16 легких і 16 важких кулеметів і шість мінометів. Також було створено два добровольчі полки і мобільну бригаду жандармерії, але до листопада 1942 року партизани зайняли Північну Боснію, а хорвати змогли втримати лише основні міста та шляхи сполучення, покинувши сільську місцевість .
Впродовж 1943 р. було утворено чотири єгерські бригади (з 5-ї по 8-у), кожна з яких мала два полки, що включали чотири батальйони по 500 осіб і артилерійський взвод, оснащений для гористої місцевості. Ополчення досягло свого максимального розміру наприкінці 1943 року, коли воно налічувало 130 000 бійців. Після італійського примирення хорватський військово-морський флот розширився, але втрата навіть ненадійного союзника далі ослабила хорватську державу.
До 1944 року хорватська армія мала 90 000 осіб, хоча тільки 20 000 були в складі фронтових бойових частин, що складалися з трьох гірських, чотирьох єгерських і вісьмох гарнізонних бригад та Першої навчальної дивізії новобранців.
У Хорватське домобранство також входила військова авіація, ВПС Незалежної Держави Хорватія (Zrakoplovstvo Nezavisne Države Hrvatske), кістяк якої був представлений 500 офіцерами і 1600 унтер-офіцерами колишніх Королівських югославських ВПС зі 125 літаками. На 1943 рік ВПС НДХ налічували 9 775 військовослужбовців і були оснащені 295 літаками . Невеличкий флот було обмежено спеціальним договором з фашистською Італією. Флот складався з кількох річкових суден, а з 1943 року і прибережних патрульних катерів.

## Командна структура
Хорватське домобранство перебувало під командуванням Міністерства хорватського ополчення, перейменованого в 1943 році на Міністерство збройних сил (MinOrS). Міністрами були:
Славко Кватерник (1941—1942)

Вілко Беґич (в. о., 1942—1943) 

Мирослав Навратіл (1943—1944)

Анте Вокич (1944) 

Нікола Штайнфель (1944—1945)
Формування також мало свій Генеральний штаб. Посаду Начальника Генерального штабу обіймали:
Владимир Лакса (1941—1942)

Іван Прпич (1942—1943)  

Федор Драгойлов

## Слабкі сторони

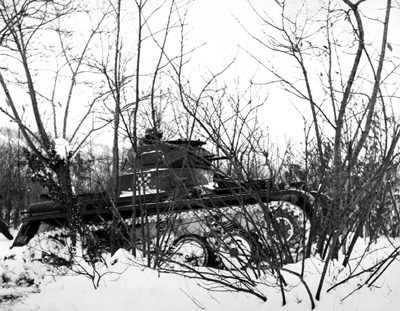
Хорватський легкий танк Panzer II німецького виготовлення. НДХ мала в своєму розпорядженні широкий вибір легких танків і бронемашин німецького, італійського, французького і навіть польського походження для бойових дій на Югославському фронті в 1941—1945 рр.

Попри те, що вони були найкраще озброєні і мали найкраще матеріально-технічне забезпечення та інфраструктуру з усіх місцевих військових утворень на Балканах часів Другої світової війни, Хорватські сили самооборони так і не спромоглися стати дієвою бойовою силою з цілого ряду причин.
Однією з причин була хронічна нестача артилерії і важкої зброї попри неодноразові обіцянки Німеччини та Італії виправити ситуацію. Іншою, безпосереднішою причиною була відсутність професійних офіцерів. Хоча спочатку значна кількість етнічних хорватських офіцерів зі старої югославської армії вступила в Хорватські сили самооборони — при цьому більшість з них не зовсім добровільно — новий режим усташів ставився до них з недовірою. Зате вищий командний склад набирався з буцімто надійніших колишніх австро-угорських офіцерів. Ці люди були старшими, відставниками і загалом були мало обізнані з сучасним веденням війни . Влада НДХ намагалася виправити це шляхом створення офіцерських шкіл і вишколу молодшого офіцерського складу в Італії та Німеччині, але наслідки цієї політики проявилися надто пізно, щоб вплинути на результат війни.
Іншою, практичнішою, причиною було суперництво між Хорватським домобранством та Міліцією усташів (хорватська Ustaška vojnica), менш чисельним, та зате надійнішим військовим формуванням. Ці два формування ніколи належним чином не взаємодіяли, а Міліція поступово забирала у Домобранства ресурси, які й без того дедалі більше скорочувалися.
Третя і, можливо, найважливіша причина це поступове зниження підтримки режиму усташів серед етнічних хорватів, що спершу підживлювалося відмовою від Далмації на користь Італії, а потім перспективою використання німцями військ хорватської самооборони як гарматного м'яса на Східному фронті — повтору того самого болючого досвіду Першої світової війни. Цей процес активізувався тоді, як перспектива держав Осі, а з ними і НДХ, програти війну ставала все визначенішою.

## Випадки дезертирства
Ще в 1941 р. до лав Хорватського домобранства проникли групи опору. Партизани, що спиралися на ідеологію несектантського типу і передбачали хорватську державність у рамках своєї платформи, успішніше проникали в Хорватські сили самооборони, ніж керовані сербами четники. Роком пізніше, це проявляється в тому, що хорватські партизанські командири озиваються про Домобранство як про «базу постачання» у зв'язку з тим, що його особовий склад був надійним джерелом зброї, боєприпасів, постачання предметів загального призначення і розвідки. З іншого боку, серед більш лояльних і прихильніших до Осі елементів НДХ домобрани зажили репутації боягузів і зрадників. Ця репутація була не завжди виправдана.

## Завершальні етапи
Услід за капітуляцією Італії у вересні 1943 року і першими поставками допомоги від західних союзників, військова обстановка в Югославії почала ще стрімкіше змінюватись на користь партизанів. До середини 1944 р. чимало військовослужбовців і підрозділів Сил самооборони почали відкрито переходити на бік партизанів, що призвело до декількох випадків масового дезертирства, яке включало частини завбільшки з батальйон та деяку кількість літаків ВПС НДХ. До листопада 1944 року втечі і дезертирства, а також перехід до бригад усташів або до 369-ї, 373-ї і 392-ї дивізій хорватських легіонерів (піхотних дивізій вермахту з хорватським особовим складом під командуванням німецьких кадрових офіцерів)  скоротив розмір Хорватського домобранства до 70 000 осіб  проти максимальних 130 000 в 1943 році.

## Злиття в Хорватські збройні сили

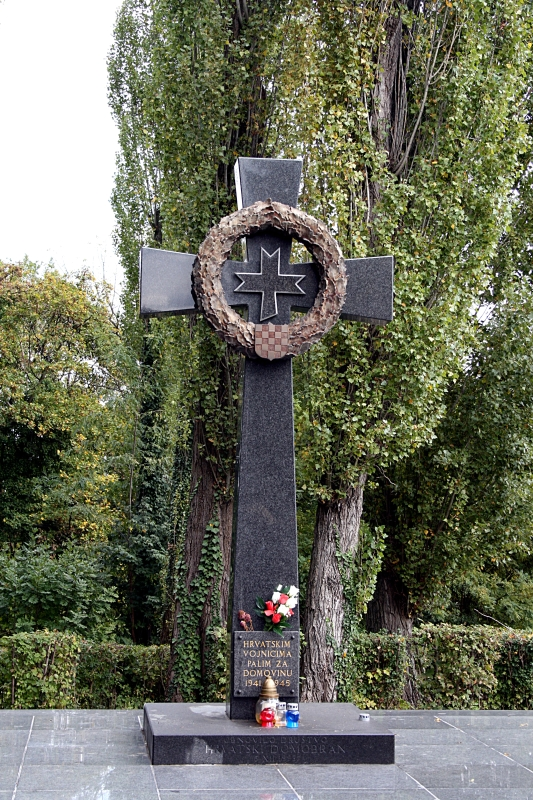
Пам'ятник учасникам хорватського домобранства на загребському кладовищі Мірогой.

Уряд НДХ, під сильним тиском Німеччини, відреагував на це, формально об'єднавши Хорватське домобранство і Міліцію усташів. Призначено нових та надійніших офіцерів, запроваджено драконівські заходи для збільшення дисципліни та запобігання подальшому дезертирству. В результаті, під травень 1945 року збройні сили НДХ загалом налічували 200 000 осіб.
Збройні сили Незалежної Держави Хорватії було реорганізовано в листопаді 1944 року, об'єднуючи підрозділи усташів і Хорватські сили самооборони у 18 дивізій, включаючи 13 піхотних, дві гірські, дві штурмові і одну резервну, кожна зі своєю власною артилерією та іншими підрозділами забезпечення. Було також кілька бронетанкових частин. Від початку 1945 року хорватські дивізії було розподілено по різних німецьких корпусах, а під березень 1945 року вони тримали Південний фронт. Тили забезпечувала хорватська жандармерія (Hrvatsko Oružništvo) у складі близько 32 000 осіб, поділена на 5 добровольчих полків поліції плюс 15 окремих батальйонів, оснащених стандартною зброєю легкої піхоти, включаючи міномети .
ВПС Незалежної Держави Хорватія і підрозділи Хорватського авіаційного легіону (Hrvatska Zrakoplovna Legija), перекинуті зі Східного фронту, забезпечили певний рівень підтримки з повітря (штурмової, винищувальної і транспортної) аж до травня 1945 року, протистоячи, а іноді і розбиваючи літаки супротивників — британських ВПС, ВПС США і ВПС СРСР. Хоча 1944 рік виявився згубним для ВПС НДХ, принісши втрати літаків у розмірі 234, в першу чергу на землі, військова авіація НДС вступила в 1945 рік з 196-ма машинами. Щоб замінити втрати, в перші місяці 1945 року відбувалися подальші поставки нових літаків з Німеччини. У квітні 1945 р. відзначено останні поставки сучасних німецьких винищувачів Мессершмітт 109 G і K, і станом на квітень 1945 року ВПС НДХ мали в своєму розпорядженні все ще 176 літаків .
До кінця березня 1945 року хорватському армійському командуванню стало очевидно, що, хоча фронт і залишився непорушним, вони, кінець кінцем, будуть переможені через повну відсутність боєприпасів. З цієї причини було ухвалено рішення відступити в Австрію, щоб здатися британським військам, які наступали на північ з Італії .
У травні 1945 року, після остаточного партизанського наступу і падіння НДХ, уцілілі домобранські частини приєдналися до інших військ Осі та цивільних біженців в останній відчайдушній спробі знайти притулок серед західних союзників. Це обернулося тим, що багато бійців Хорватського домобранства стали жертвами подальшої Бляйбурзької різанини, в ході якої переможні партизани виявили мало милосердя або навіть тенденцію ставитися до полонених домобранів інакше, ніж до полонених усташів. Ті домобрани, які пережили це випробування, а також члени їхніх сімей, розглядалися здебільшого як громадяни другого сорту в тітовській Югославії, хоча й за деякими винятками, найвизначніший з яких це легендарний спортивний коментатор Младен Делич.
У 1945 р. комуністичні партизани також зруйнували центральний цвинтар Хорватського домобранства на загребському кладовищі Мірогой.

## Військові звання
| Військове звання                                        | Переклад                                           | Погони | Петлиці |
| Vojskovođa                                              | Фельдмаршал                                        |        |         |
| General Pješaštva General Topništva General Konjaništva | Генерал піхоти Генерал артилерії Генерал кавалерії |        |         |
| Podmaršal                                               | Генерал-лейтенант                                  |        |         |
| General                                                 | Генерал-майор                                      |        |         |
| Pukovnik                                                | Полковник                                          |        |         |
| Podpukovnik                                             | Підполковник                                       |        |         |
| Bojnik                                                  | Майор (Бойник)                                     |        |         |
| Nadsatnik                                               | Старший капітан (Надсотник)                        |        |         |
| Satnik                                                  | Капітан (Сотник)                                   |        |         |
| Natporučnik                                             | Старший лейтенант (Надпоручник)                    |        |         |
| Poručnik                                                | Лейтенант (Поручник)                               |        |         |
| Zastavnik                                               | Старший ворент-офіцер                              |        |         |
| Časnički namjesnik                                      | Молодший ворент-офіцер                             |        |         |
| Stožerni Narednik                                       | Старший сержант                                    |        |         |
| Narednik                                                | Сержант                                            |        |         |
| Vodnik                                                  | Молодший сержант                                   |        |         |
| Razvodnik                                               | Капрал                                             |        |         |
| Desetnik                                                | Молодший капрал (Десятник)                         |        |         |
| Domobran                                                | Рядовий (Домобранець)                              |        |         |

## Домобранство в сучасній Хорватії

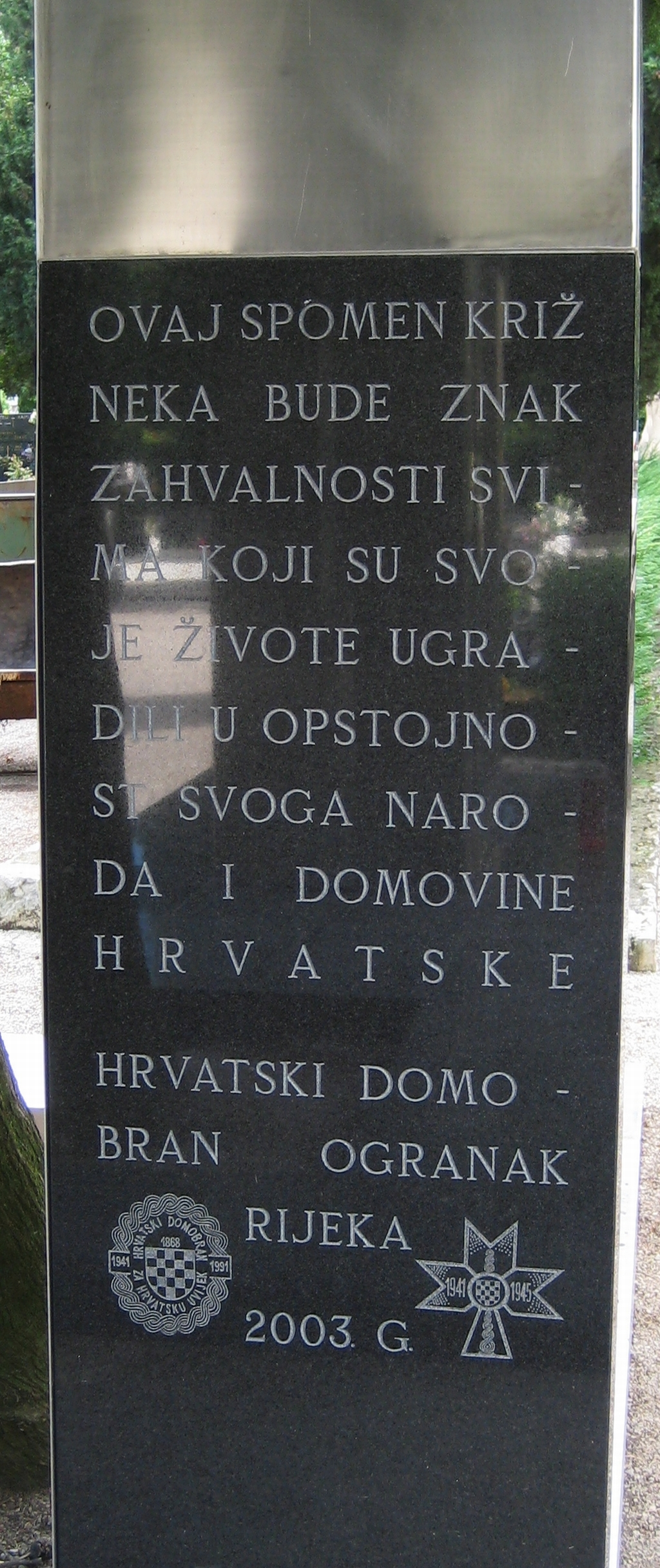
Меморіал, відкритий у передмісті Рієки Трсат 2003 року

Коли в ході Югославських воєн Хорватія здобула незалежність, нова державна влада на чолі з Франьо Туджманом започаткувала процес відновлення такого історичного явища, як домобранство.
Замість зрадницьких колаборантів або, в кращому випадку, сміховинно недієздатного формування, як це подавав попередній, комуністичний режим, домобранство оспівувалось як символ хорватської державності і військової доблесті, спираючись на історію Імператорського хорватського ополчення (хорв. Kraljevsko Hrvatsko Domobranstvo). Сама назва «домобрани» сприймається сучасними хорватськими націоналістами як уособлення істинного хорватського вояка, який не залучався ні до яких загарбницьких воєн або нападів на іноземні країни.
Реабілітація учасників домобранства відображається не тільки в отриманні живими членами цього військового формування пенсій та інших державних виплат і пільг. Інваліди війни з числа учасників домобранства дістали державне визнання в 1992 р., чим їх було прирівняно до ветеранів партизанського руху. Домобрани також одержали визнання від уряду за допомогу в утвердженні демократичної Республіки Хорватія. Немає ніякого офіційного історичного ревізіонізму їхньої ролі у Другій світовій війні, а заходи щодо пенсійного забезпечення розглядаються як кроки соціального захисту, оскільки більшість живих учасників не могли забезпечити себе за комуністичної влади, будучи позбавленими можливості працевлаштуватися і т. ін.
Створені на місцевій основі полки хорватської армії називаються домобранськими полками (хорв. Domobranska pukovnija).